# ABC (Hoorn)
Het ABC (daarvoor Uyterdijk) is een straat in de Nederlandse stad Hoorn, Noord-Holland. De straat werd in 1576 aangelegd als kadedijk, de aanleg was onderdeel van de toenmalige stadsuitbreiding, een eerste vermelding van de naam ABC stamt echter uit 1794. Uit deze periode is ook bekend dat er drie bolwerken op de dijk en in de buurt stonden.
Bij een latere uitbreiding werden er, mogelijk, pakhuizen door de West-Indische Compagnie gebouwd met de namen: Aruba, Bonaire en Curaçao. Van deze pakhuizen zou dan de naam afstammen. Op de kaart van Blaeu uit 1649 staat al een pakhuis ingetekend, het pakhuis staat op de hoek van de Binnenluiendijk en het ABC. Mogelijk kan de naam ook afstammen van de drie bolwerken die aan de dijk stonden.

## Verloop
Het ABC loopt vanaf de Willemsweg naar de Binnenluiendijk om daar over te gaan in een park (Julianapark) en sportcomplex. Aldaar loopt de weg door om te eindigen bij de vluchthaven. Vanaf de Willemsweg kruist het A.B.C. met de Nieuwe Wal, Zuiderplantsoen, Timmerwerf, Binnenluiendijk en Vluchthaven.
Straten: ABC
· Achter de Vest
· Achter op 't Zand
· Achterom
· Achterstraat
· Appelhaven
· Baanstraat
· Bierkade
· Binnenluiendijk
· Breed
· Breestraat
· Buurtje
· Dal
· Draafsingel
· Dubbele Buurt
· G.J. Henninkstraat
· Gasfabriekstraat
· Gedempte Appelhaven
· Gedempte Turfhaven
· Gerritsland
· Gouw
· Grashaven
· Gravenstraat
· Grote Noord
· Grote Oost
· Hoge Vest
· Jeudje
· Italiaanse Zeedijk
· Keern (gedeeltelijk)
· Kerkstraat
· Kleine Noord
· Kleine Oost
· Koepoortsweg (gedeeltelijk)
· Korenmarkt
· Korte Achterstraat
· Kruisstraat
· Kuil
· Lange Kerkstraat
· Lindestraat
· Munnickenveld
· Muntstraat
· Nieuwe Noord
· Nieuwendam
· Nieuwland
· Nieuwstraat
· Noorderstraat
· Onder de Boompjes
· Oude Doelenkade
· Pakhuisstraat
· Peperstraat
· Ramen
· Scharloo
· Schuijteskade
· Slapershaven
· Spoorstraat
· Trommelstraat
· Turfhaven
· Veemarkt
· Veermanskade
· Venidse
· Vijzelstraat
· Vismarkt
· Visserseiland
· Vollerswaal
· West
· Westerdijk
· Wisselstraat
· Zon

Pleinen: De Driestal
· Kazerneplein
· Kerkplein
· Koepoortsplein
· Noorderveemarkt
· Roode Steen
· Vale Hen

Stegen: 't Glop
· Appelsteeg
· Arminiaanse Glop
· Bagijnensteeg
· Bottelsteeg
· Bottersteeg
· Broeksteeg
· Brouwerijsteeg
· Clara's Klooster
· De Zak
· Duinsteeg
· Foreestensteeg
· Geldersesteeg
· Gortsteeg
· Hanekamsteeg
· Hemelsteeg
· Hoogesteeg
· Jan Haringsteeg
· Jan van Necksteeg
· Jeroenensteeg
· Kleine Havensteeg
· Kloppoort
· Knipboogsteeg
· Mallegomsteeg
· Melknapsteeg
· Molsteeg
· Mosterdsteeg
· Nieuwsteeg
· Oosterkerksteeg
· Paardensteeg
· Paradijssteeg
· Pieterseliesteeg
· Pompsteeg
· Proostensteeg
· Schellinkhoutersteeg
· Schoolsteeg
· Schotland
· Sliep Schaar en Messteeg
· Slijksteeg
· Smelterssteeg
· Tempelsteeg
· Turfsteeg
· Watertje
· Wester St. Jansteeg
· Wijdebrugsteeg
· Wijdesteeg
· Zevenhoeksesteeg
· Zoutkeetsteeg